# 阿尔伯斯多夫
阿尔伯斯多夫是德国石勒苏益格－荷尔斯泰因州的一个市镇。总面积17.12平方公里，总人口3468人，其中男性1701人，女性1767人（2011年12月31日），人口密度203人/平方公里。